# Pskovské jezero
Pskovské jezero (estonsky Pihkva järv, setucky Pihkva järv́ nebo Talaba järv́, rusky Псковское озеро), je jezero na hranici estonského kraje Põlvamaa a ruské Pskovské oblasti. Spolu s Teplým jezerem a Čudským jezerem tvoří nepřerušenou vodní plochu, označovanou jako Čudsko-pskovské jezero, nebo méně přesně rovněž jako Čudské jezero. Rozloha jezera je 708 km². Leží v nadmořské výšce 30 m a dosahuje hloubky 5,3 m.

## Ostrovy
Nejvýznamnější ostrovy jsou Kolpino a Talabské ostrovy.

## Vodní režim
Do jezera ústí řeky Velikaja a Piusa. Voda odtéká průlivem do Teplého jezera, které leží ve stejné nadmořské výšce.

## Osídlení
Na břehu leží města Pskov a Värska.